# خليفة داود
خليفة داود هي قرية في مقاطعة مشكين شهر، إيران. يقدر عدد سكانها بـ 188 نسمة بحسب إحصاء 2016.